# Тануки
Тануки (яп. 狸 или たぬき) — японское название енотовидной собаки.

## Название
В японском языке название фольклорных сверхъестественных зверей (чаще всего оборотней) образовывается путём присоединения к названию животного-прообраза приставки "бакэ" (яп. 化け), но за пределами Японии названия оборотней традиционно упрощаются. Соответственно, в Японии оборотень-тануки именуется "бакэдануки" (яп. 化け狸 или ばけだぬき, с озвончением глухой "т" внутри слов), а за её пределами, в том числе в России – просто "тануки". В дальнейшем в статье рассматривается последний вариант.

## Описание
Тануки символизируют счастье и благополучие. Второй по популярности зверь-оборотень (первый — кицунэ). В отличие от кицунэ, образ тануки практически лишён негативной окраски. Считается, что тануки — большие любители сакэ. Поэтому без его присутствия нельзя сделать хорошего сакэ. По этой же причине фигурки тануки, порой весьма большие, являются украшением многих питейных заведений. Они изображают тануки толстяком-добряком с заметным брюшком, из-под которого проглядывается мошонка. Считается, что тануки может раздувать их до невероятных размеров. Бытует поверье, что если в шкуру тануки завернуть кусочек золота и поколотить, он также увеличится в размерах. Благодаря этому тануки почитается не только как покровитель питейных заведений, но и как покровитель торговли.
Иногда тануки любит подшутить над человеком, но он сам доверчивый и невезучий, из-за чего часто попадает в неприятности. Тануки может превращаться в человека и даже в предмет. В одной сказке, например, тануки превратился в чайник, а люди его поставили на огонь. В переводе на русский язык, особенно адаптированном, название животного часто меняют на енота или барсука.
Особенно большое количество историй о тануки можно найти на острове Сикоку, что связано с отсутствием на этом острове лис. Народная легенда объясняет это тем, что в прошлом все лисы были изгнаны с острова основателем буддийской школы  Сингон, Кукаем.